# الكلب ألفا (فلم)
الكلب ألفا (بالإنجليزية: Alpha Dog) هو فيلم جريمة تم إنتاجه في الولايات المتحدة سنة 2006.

## بطولة
- إميل هيرش
- جستين تيمبرلك
- بن فوستر
- أنتون يلشين
- شارون ستون

## القصة
فيلم مأخوذ عن حياة جيسي جيمس (هوليوود) ، وهو تاجر مخدرات - واحدا من أصغر الرجال على الإطلاق يصبح اسمه على قائمة مكتب التحقيقات الفدرالي لاهم المطلوبين.

## الميزانية والإيرادات
حقق أرباحا تقدر بـ 32,145,115 دولار.

## روابط خارجية
- مقالات تستعمل روابط فنية بلا صلة مع ويكي بيانات